# Witenalpstock
Der Witenalpstock ist ein 3016 m ü. M. hoher Berg in den Glarner Alpen. Über seinen Gipfel verläuft die Grenze der Schweizer Kantone Uri und Graubünden.
Der Witenalpstock befindet sich in den südwestlichen Glarner Alpen, direkt nordöstlich liegt der mit 3328 m ü. M. höhere Oberalpstock, südlich der Chrüzlipass, von welchem nach Westen eine Bergkette zum Piz Nair und Piz Giuv weiterleitet. Westlich verläuft das Etzlital, an dessen südlichem Ende auf 2052 m ü. M. die Etzlihütte liegt. Weiter westlich liegt der Bristen. Nach Süden führt das Val Strem nach Sedrun in der Surselva.
Der Gipfel wurde 1866 durch den Urner Führer Josef Maria Tresch-Exer zusammen mit dem Engländer John Sowerby über den Nordwestgrat erstbestiegen.